# Andrea Bertolacci
Andrea Bertolacci (Rome, 11 januari 1991) is een Italiaans voetballer die doorgaans als offensieve middenvelder speelt. Hij werd in juli 2019 transfervrij nadat zijn contract bij AC Milan afliep. Bertolacci debuteerde in 2014 in het Italiaans voetbalelftal.

## Clubcarrière
Bertolacci komt uit de jeugdopleiding van AS Roma. Dat verhuurde hem in januari 2010 aan US Lecce, op dat moment actief in de Serie B. Daarvoor scoorde hij tweemaal tegen Juventus. Roma verhuurde Bertolacci ook gedurende de seizoenen 2010/11 en 2011/12 aan Lecce, in die beide seizoenen uitkomend in de Serie A. Op 20 november 2011 scoorde hij tegen AS Roma.
Bertolacci keerde in de zomer van 2012 terug naar AS Roma. Dat betrok hem in een transfer van Panagiotis Tachtsidis, die Genoa inruilde voor AS Roma. Bertolacci bewandelde de omgekeerde weg. In zijn debuutseizoen voor Genoa speelde Bertolacci 29 competitiewedstrijden, waarin hij vier doelpunten scoorde en vijf assists gaf. Hij eindigde dat seizoen als zeventiende met Genoa, één plek boven de degradatiestreep. In de daaropvolgende twee seizoenen werd hij achtereenvolgens veertiende en zestiende met de club.
Na drie seizoenen bij Genoa haalde AS Roma Bertolacci in juni 2015 terug. De club bezat nog 50% van zijn transferrechten en betaalde Genoa €8.500.000,- voor de andere helft. Enkele dagen later verkocht Roma Bertolacci voor €20.000.000,- aan AC Milan, waar hij een contract tot medio 2019 tekende.

## Clubstatistieken
| Seizoen | Club        | Land            | Competitie | Competitie | Competitie | Beker | Beker | Internationaal | Internationaal | Totaal | Totaal |
| Seizoen | Club        | Land            | Competitie | Wed.       | Dlp.       | Wed.  | Dlp.  | Wed.           | Dlp.           | Wed.   | Dlp.   |
| ------- | ----------- | --------------- | ---------- | ---------- | ---------- | ----- | ----- | -------------- | -------------- | ------ | ------ |
| 2008/09 | AS Roma     | Vlag van Italië | Serie A    | 0          | 0          | 0     | 0     | 0              | 0              | 0      | 0      |
| 2009/10 | AS Roma     | Vlag van Italië | Serie A    | 0          | 0          | 0     | 0     | 0              | 0              | 0      | 0      |
| 2009/10 | → US Lecce  | Vlag van Italië | Serie B    | 6          | 0          | 0     | 0     | —              | —              | 6      | 0      |
| 2010/11 | → US Lecce  | Vlag van Italië | Serie A    | 9          | 3          | 1     | 1     | —              | —              | 10     | 4      |
| 2011/12 | → US Lecce  | Vlag van Italië | Serie A    | 28         | 3          | 0     | 0     | —              | —              | 28     | 3      |
| 2012/13 | Genoa CFC   | Vlag van Italië | Serie A    | 29         | 4          | 0     | 0     | —              | —              | 29     | 4      |
| 2013/14 | Genoa CFC   | Vlag van Italië | Serie A    | 25         | 2          | 1     | 0     | —              | —              | 26     | 2      |
| 2014/15 | Genoa CFC   | Vlag van Italië | Serie A    | 34         | 6          | 1     | 0     | —              | —              | 35     | 6      |
| 2015/16 | AC Milan    | Vlag van Italië | Serie A    | 27         | 1          | 3     | 0     | —              | —              | 30     | 1      |
| 2016/17 | AC Milan    | Vlag van Italië | Serie A    | 15         | 1          | 2     | 0     | —              | —              | 17     | 1      |
| 2017/18 | → Genoa CFC | Vlag van Italië | Serie A    | 33         | 1          | 1     | 0     | —              | —              | 34     | 1      |
| 2018/19 | AC Milan    | Vlag van Italië | Serie A    | 0          | 0          | 0     | 0     | 4              | 0              | 4      | 0      |
| Totaal  | Totaal      | Totaal          | Totaal     | 206        | 21         | 9     | 1     | 4              | 0              | 219    | 22     |

## Interlandcarrière
Bertolacci kwam uit voor diverse Italiaanse jeugdelftallen. Hij debuteerde in 2011 in Italië –21. Hij nam met die Italiaanse jeugdploeg deel aan het Europees kampioenschap 2013 in Israël, waar Jong Italië in de finale met 4–2 verloor van de leeftijdgenoten uit Spanje. Hij debuteerde op 18 november 2014 in het Italiaans voetbalelftal, tegen Albanië. De Azzurri wonnen met 1–0.